# پانتئون متاتسمیندا

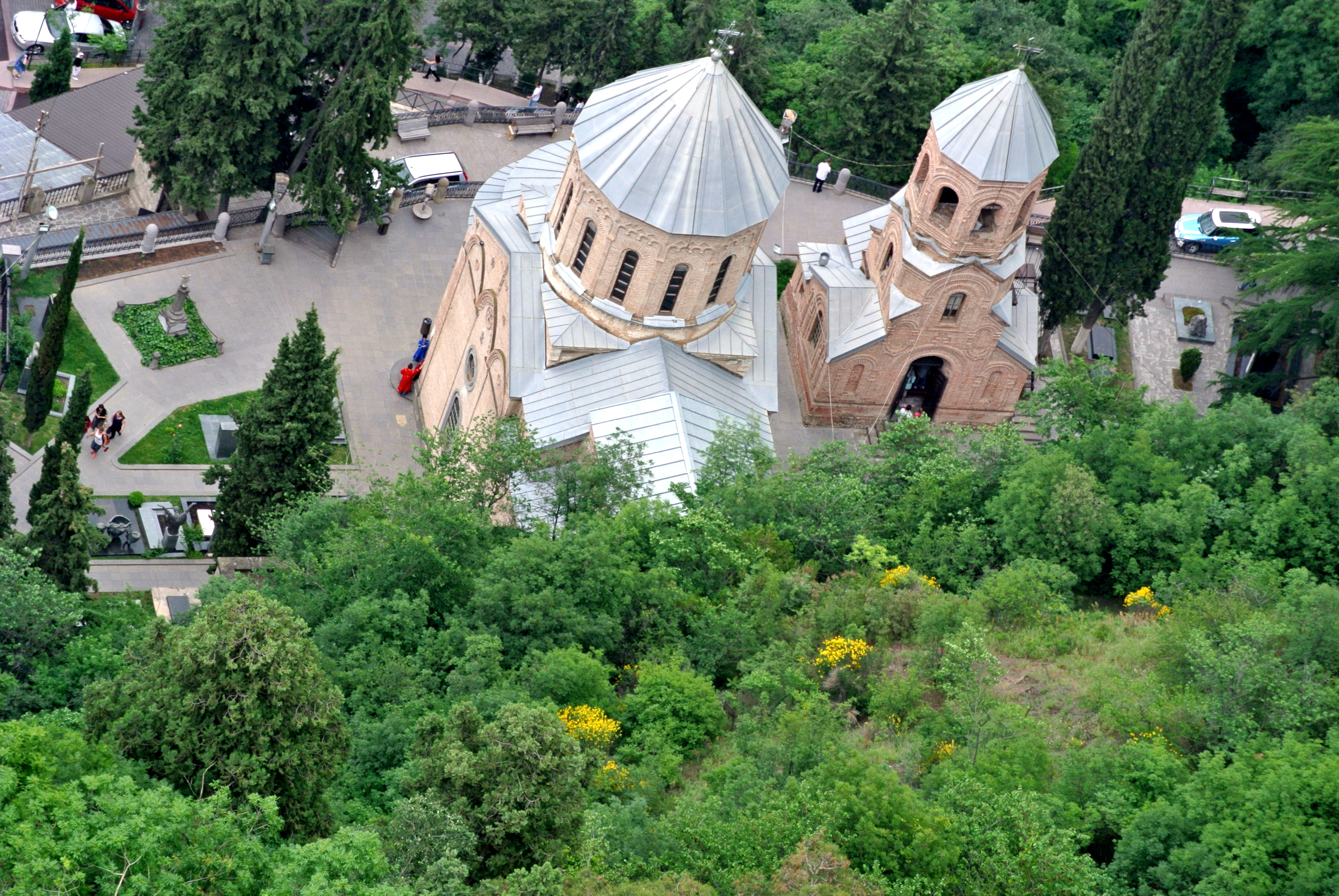
نمایی از صومعه سنت دیوید و پانتئون از بالا برج تلویزیونی تفلیس

پانتئون متاتسمیندا (به گرجی: მთაწმინდის პანთეონი) ("Mta Tsminda" به معنی "کوه مقدس")یا معبد متاتسمیندا یک معبد و گورستان در شهر تفلیس، گرجستان است.
این گورستان که در سال ۱۹۲۹ تأسیس شده محل دفن برخی نویسندگان، هنرمندان و شخصیت‌های مهم گرجستانی می‌باشد.

## برخی افراد دفن شده
- ایلیا چاوچاوادزه (Saint Ilia the Righteous) (۱۸۳۷–۱۹۰۷), نویسنده (۱۸۴۲–۱۹۲۷)
- زویاد گامساخوردیا (۱۹۳۹–۱۹۹۳), مخالف شوروی و اولین رئیس‌جمهور گرجستان
- یاکوب گوگباشویلی (۱۸۴۰–۱۹۱۲), نویسنده
- الکساندر گریبایدوف (۱۷۹۵–۱۸۲۹), نویسنده؛ و همسر Nino Chavchavadze (۱۸۱۲–۱۸۵۷)
- نیکولوز موسخلیشویلی (۱۸۹۱–۱۹۷۶), ریاضی‌دان
- آکاکی تسرتلی (۱۸۴۰–۱۹۱۵), شاعر
- واژا پشاولا (۱۸۶۱–۱۹۱۵), شاعر
- سرگو زاکاریادزه (۱۹۰۷–۱۹۷۱), بازیگر
- سولومون دوداشویلی (۱۸۰۵–۱۸۳۶), فیلسوف، روزنامه‌نگار، تاریخ‌دان، زبان‌شناس، نویسنده ادبی و روشنگر

## نگارخانه

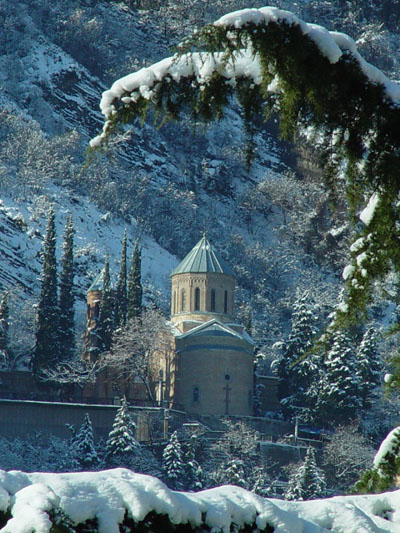
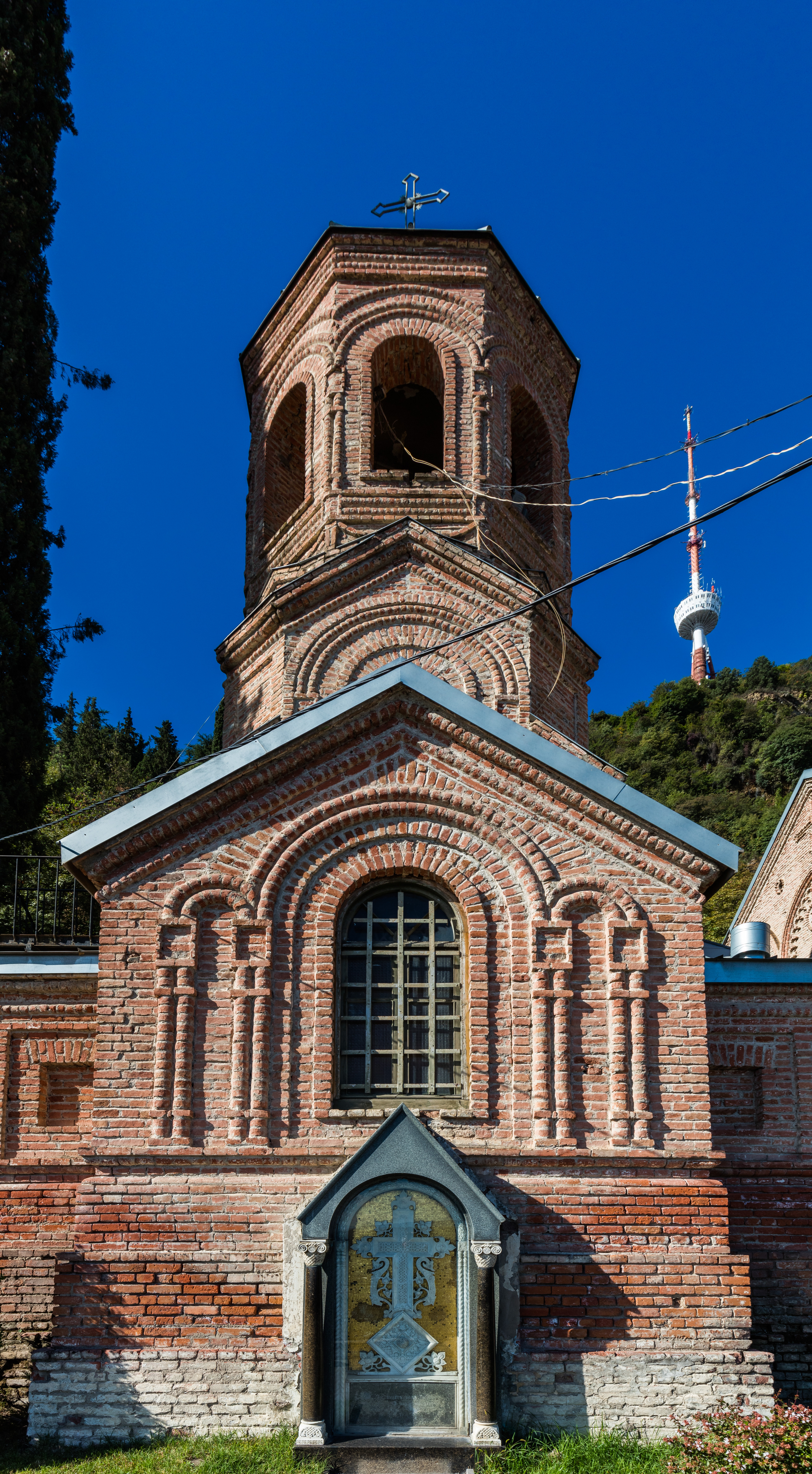
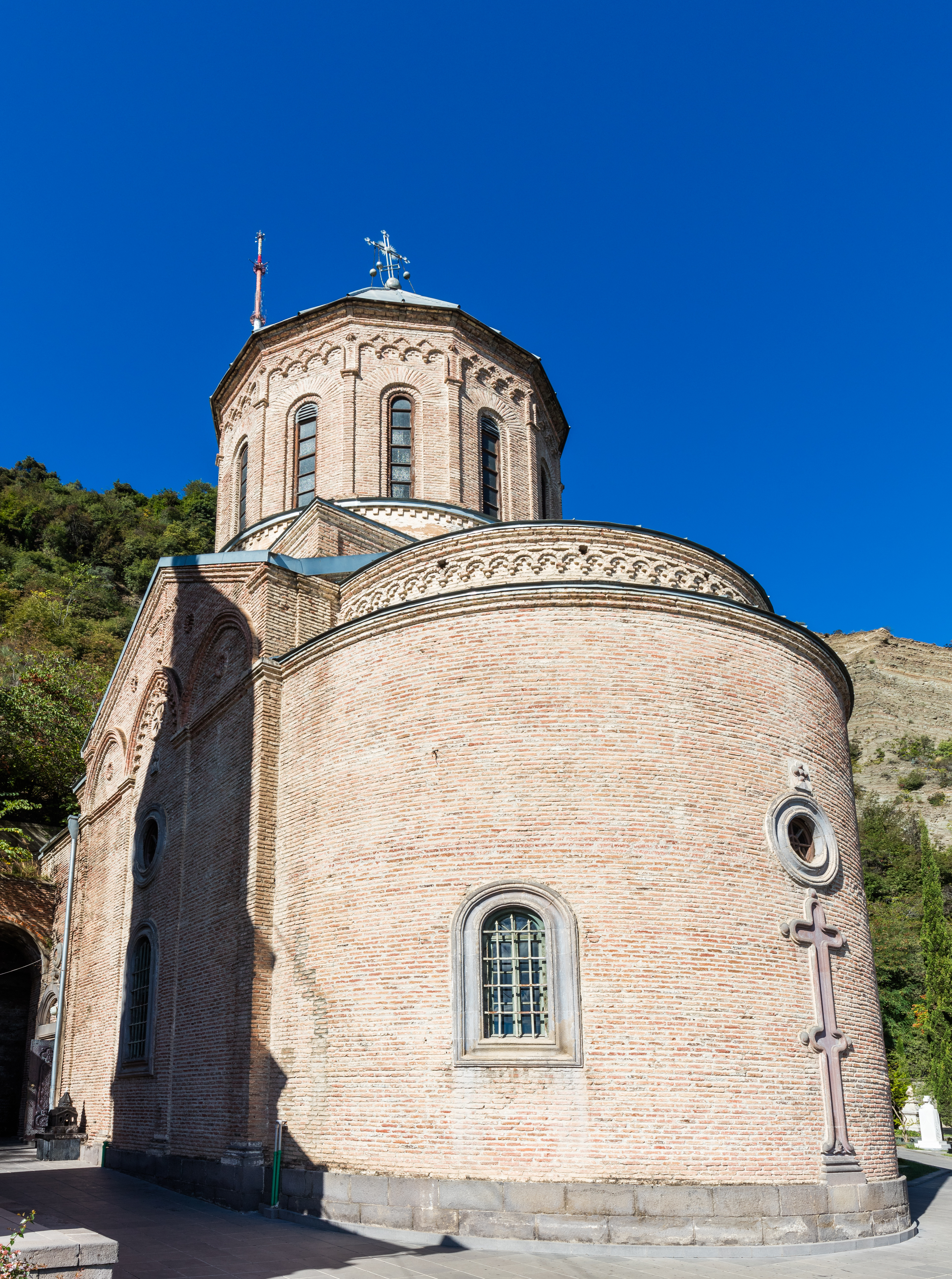
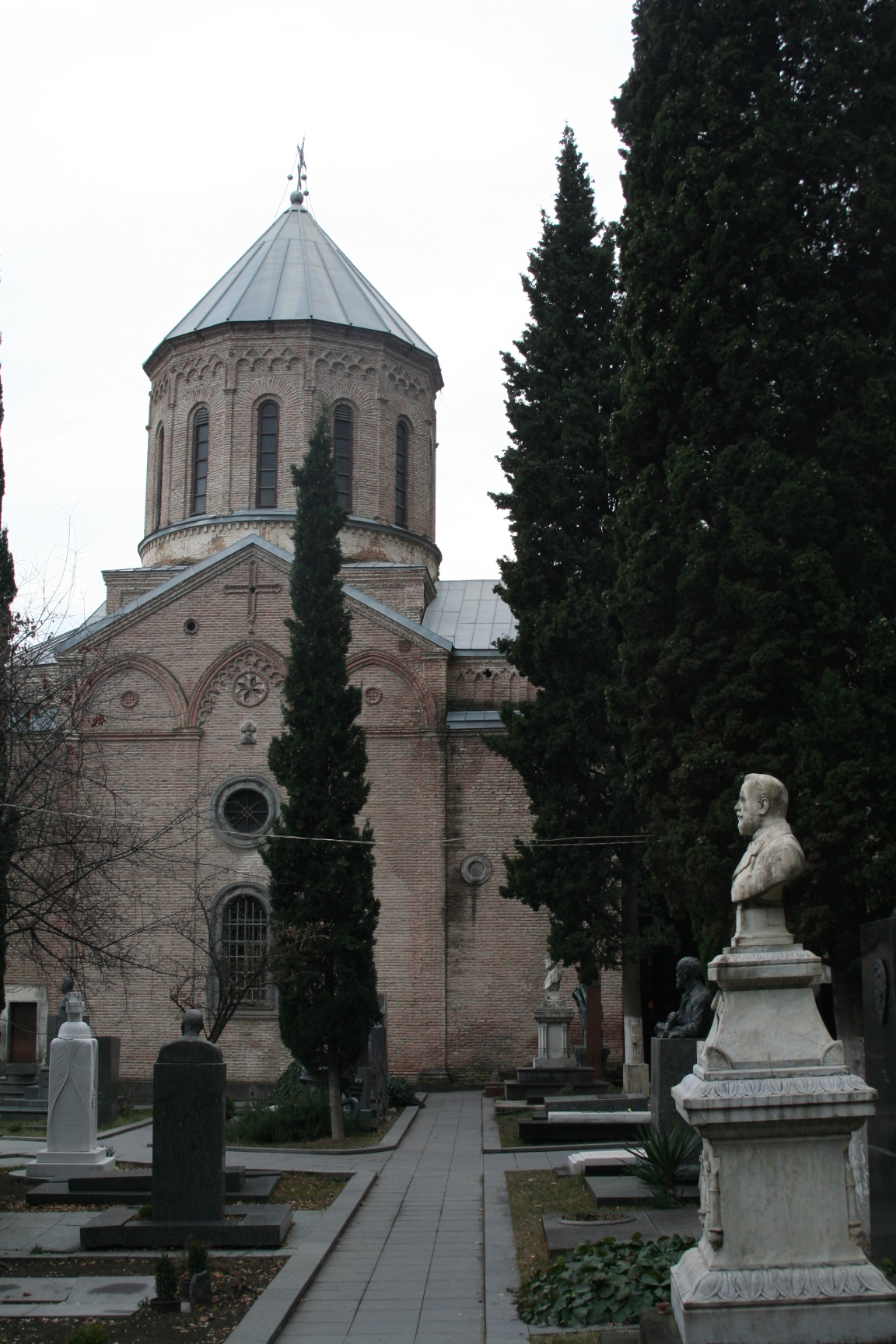
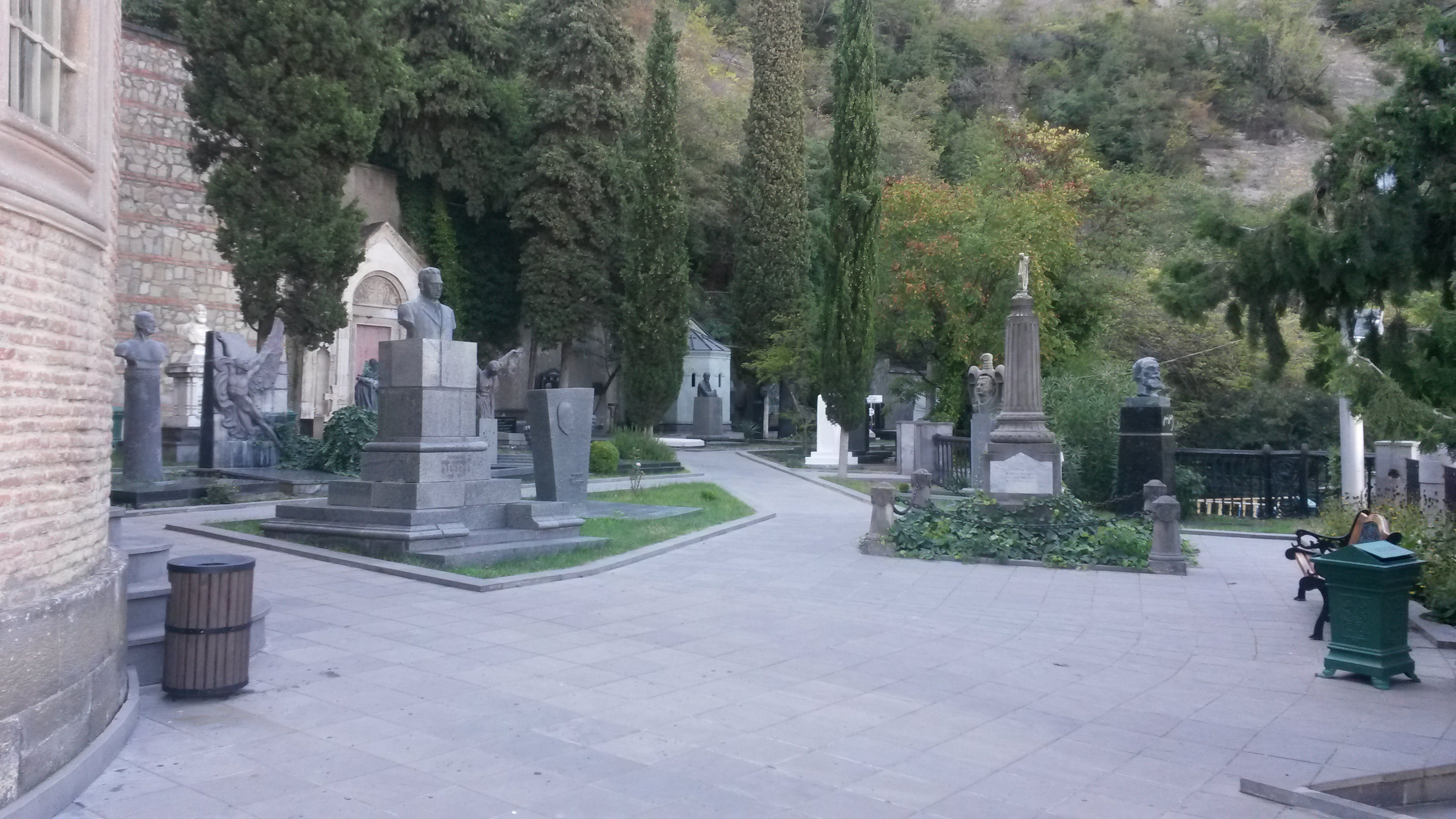
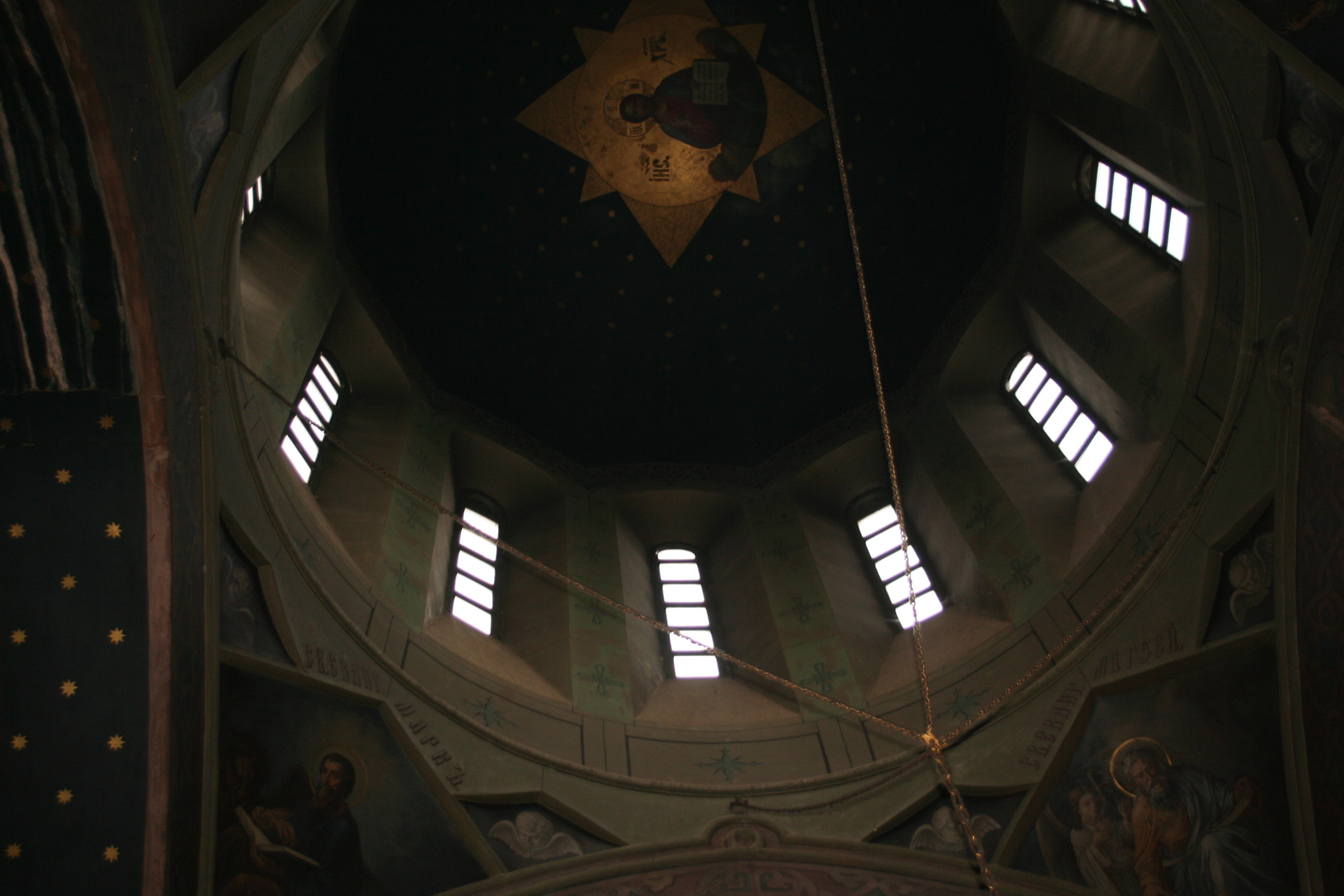